# Conseil de gouvernement de la région de Murcie
Le Conseil de gouvernement de la région de Murcie (en espagnol : Consejo de Gobierno de la Región de Murcia) est l'organe de gouvernement et d'administration de la communauté autonome de la région de Murcie qui exerce le pouvoir exécutif et réglementaire.

## Composition
Le Conseil de gouvernement se compose du président de la région de Murcie, d'un vice-président le cas échéant, et des conseillers. Le vice-président, s'il existe, et les conseillers reçoivent le traitement d'« excellence ».

### Vice-président
Le président de la Région peut nommer librement un vice-président, sous les mêmes conditions que celles établies pour la nomination d'un conseiller. Le vice-président remplace le président lorsque celui-ci est absent et exerce les fonctions exécutives ou de représentation que celui-ci lui confère. Le vice-président peut également être placé à la tête d'un département exécutif.

### Conseillers
Les conseillers sont titulaires du département exécutif qui leur est attribué par le président de la Région. Ils sont librement nommés et révoqués par lui au moyen de décrets. Leurs fonctions débutent après leur assermentation. Pour être conseiller, il est nécessaire de posséder la nationalité espagnole, être majeur et disposer de la condition politique de murcien, posséder ses droits politiques et ne pas être judiciairement inhabilité à l'exercice de fonctions ou d'emplois publics. Les conseillers ne peuvent pas exercer d'autres activités publiques ou privées que celles liées aux fonctions de conseiller.

## Attributions
Conformément à l'article 22 de la loi 6/2004 du statut du président et du Conseil de gouvernement de la région de Murcie, celui-ci est notamment compétent pour :
- approuver et remettre les projets de loi à l'Assemblée régionale, tout comme solliciter leur retrait ;
- approuver le projet de loi de finances annuel de la communauté autonome dans un délai au moins supérieur à deux mois avant le début de l'exercice concerné ;
- édicter des décrets législatifs sur délégation expresse de l'Assemblée régionale ;
- exécuter le budget ;
- indiquer ou refuser la conformité à l'examen parlementaire des propositions de lois, amendements ou de toute initiative impliquant une augmentation des crédits ou une diminutions des recettes budgétaires ;
- demander la réunion de l'Assemblée régionale en séance extraordinaire ;
- accepter les compétences que l'État transfère à la région de Murcie et les attribuer aux organes correspondants ;
- former des recours d'inconstitutionnalité ou de soulever des conflits de compétences avec l'État ou une autre communauté autonome ;
- approuver la structure organique de l'administration régionale ;
- nommer et révoquer les titulaires des postes au moins assimilables au rang de directeur général ;
- proposer une réforme du statut d'autonomie ;
- adopter les actes réglementaires nécessaires à la mise en œuvre et à l'exécution des lois votées par l'Assemblée régionale, à la mise en œuvre de la législation nationale lorsque cela est requis et exercer un pouvoir réglementaire général lorsque celui-ci n'est pas attribué au président de la Région ou aux conseillers ;
- délibérer sur une question de confiance préalablement à son dépôt par le président de la Région ;
- exercer toutes les autres compétences ou attributions assignées par le statut d'autonomie et les lois.

## Fin des fonctions
Les fonctions du conseil prennent fin après la tenue des élections à l'Assemblée régionale de Murcie, en cas de perte de la confiance parlementaire ou lorsque le mandat de son président prend fin. Le gouvernement exerce alors l'intérim et la gestion des affaires courantes jusqu'à la nomination des nouveaux conseillers. Dans ce cas, le Conseil de gouvernement ne peut en aucun cas approuver de projet de loi ou les soutenir devant l'Assemblée régionale. Les délégations législatives alors octroyées sont suspendues pendant toute la durée de l'intérim.
Les fonctions du vice-président et des conseillers prennent également fin en cas de démission acceptée par le président, de révocation librement décidée par celui-ci, de mort, de décision judiciaire irrévocable interdisant l'exercice de fonctions publiques, ou en cas d'incompatibilité déclarée et non régularisée. En cas d'absence, de vacance ou de maladie de longue durée, le vice-président et les conseillers sont remplacés temporairement par un autre membre du conseil désigné par le président.

## Fonctionnement
Les membres du Conseil de gouvernement de la région de Murcie se réunissent soit en Conseil de gouvernement soit sous la forme de commissions déléguées permanentes ou temporaires se réunissant sur des sujets transversaux ou thématiques. Le Conseil de gouvernement est réuni périodiquement à l'initiative de son président, au plus tard tous les 15 jours. La convocation doit être envoyée au moins 24 heures auparavant, sauf cas d'urgence. Le Conseil de gouvernement est considéré comme réuni, même en l'absence de convocation, si le président le décide et que tous ses membres sont présents. Un compte-rendu des réunions du Conseil de gouvernement est dressé par le secrétaire du conseil nommé par décret du président de la Région. Les décisions sont valablement adoptées si le président et le secrétaire du conseil, ou les personnes légalement habilitée à les remplacer, ainsi qu'au moins la moitié des conseillers sont présents. Les accords du Conseil de gouvernement sont adoptés à la majorité simple ; le président ayant voix prépondérante en cas de partage, sauf lorsque la majorité qualifiée est requise. Les membres du conseil sont tenus de respecter le secret des délibérations, même après la fin de leurs fonctions. La commission des secrétaires généraux des départements exécutifs prépare le travail du Conseil de gouvernement mais ne peut en aucun cas adopter des décisions ou accords par délégation du conseil.
Le président et le Conseil de gouvernement sont solidairement responsables devant l'Assemblée régionale de Murcie. Les conseillers sont directement responsables de leur gestion à la tête du département exécutif qui leur est confié.